# کلابین
کلابین (به پرتغالی: Klabin) شرکت کاغذ برزیلی است، که در زمینه تولید و عرضه کاغذ، خمیرکاغذ، الوار و ارائه خدمات بسته‌بندی فعالیت می‌کند. 
شرکت کلابین در سال ۱۸۹۹ راه‌اندازی شد و در حال حاضر با در اختیار داشتن ۱۷ کارخانه صنعتی در برزیل و یک کارخانه در آرژانتین، به‌عنوان بزرگترین تولیدکننده کاغذ در آمریکای لاتین شناخته می‌شود. این شرکت همچنین مالک بیش از ۴۰۰ هزار هکتار جنگل در برزیل می‌باشد. 
دفتر مرکزی شرکت کلابین در شهر سائوپائولو قرار دارد و بخشی از سهام آن در بازار بورس سائوپائولو معامله می‌شود. خانواده کلابین با در اختیار داشتن ۶۰ درصد از سهام این شرکت، مالک اصلی آن به‌شمار می‌آیند.